# 2008年夏季奥林匹克运动会纳米比亚代表团
2008年夏季奥林匹克运动会納米比亞代表团会参加2008年8月8日至24日在中国北京主办的第29届夏季奥运。代表团包括10位参赛者，分別參與4個項目。

## 田徑
- Stephan Louw
- 赫拉莉娅·约翰内斯
- Beata Naigambo
- Agnes Samaria

## 拳擊
- Jafet Uutoni
- Julius Indongo
- Mujandjae Kasuto

## 自行車
- Manie Heymans（男子爬山）
- Eric Hoffman（男子公路）

## 射擊
- Gaby Ahrens（女子活動靶）